# Hermann Kusmanek von Burgneustädten
Hermann Kusmanek von Burgneustädten (Hermannstadt, 16. rujna 1860. – Beč, 7. kolovoza 1934.) je bio austrougarski general i vojni zapovjednik. Tijekom Prvog svjetskog rata zapovijedao je tvrđavom Przemysl.

## Vojna karijera
Hermann Kusmanek je rođen 16. rujna 1860. u Hermannstadtu. Sin je Josefa Kusmaneka i Juliane Kusmanek rođ. Wiehner. Srednju školu pohađao je u Mähru, te nakon toga 1876. Terezijansku vojnu akademiju u Bečkom Novom Mjestu. Po završetku iste, od 1879. godine, s činom poručnika služi u 63. pješačkoj pukovniji. Od 1882. pohađa Vojnu akademiju u Beču, nakon čega kao stožerni časnik služi u Budimpešti, Foči i Ljubljani. U čin natporučnika promaknut je u studenom 1884., dok je čin satnika dostigao u svibnju 1888. godine. Te iste godine raspoređen je na službu u stožer III. korpusa u Grazu, a od iduće 1889. godine služi ministarstvu rata. Godine 1893. postaje zapovjednikom 73. pješače pukovnije smještene u Egeru. U studenom 1894. promaknut je u čin bojnika, nakon čega služi najprije u Glavnom stožeru, te potom u vojnom arhivu. U svibnju 1897. dostiže čin potpukovnika, te služi u 63. pješačkoj pukovniji. 
Od 1899. ponovno se nalazi na službi u ministarstvu rata gdje u ožujku 1903. postaje načelnikom predsjedničkog odjela. U međuvremenu je, u studenom 1900. promaknut u čin pukovnika, a u studenom 1906. dostiže čin general bojnika. U listopadu 1908. imenovan je zapovjednikom 65. pješačke brigade, da bi u studenom 1910. bio unaprijeđen u čin podmaršala. U siječnju 1911. postaje zapovjednikom 28. pješačke divizije smještene u Ljubljani. Navedenu dužnost obnaša dvije godine, do 1913., kada postaje zapovjednikom tvrđave Przemysl. Te iste godine dobiva i plemićku titulu. Na mjestu zapovjednika tvrđave Przemysl dočekuje i početak Prvog svjetskog rata.

## Prvi svjetski rat
Nakon poraza u Galicijskoj bitci austrougarska vojska bila je prisiljena na povlačenje, te se tvrđava Przemysl od 16. rujna 1914. gdine našla pod opsadom ruskih snaga. U obruču su se tako našle 23. honvedska divizija pod zapovjedništvom Arpada Tamasy von Fogarasa, te četiri pješačke brigade. Prva opsada uspješno je probijena 9. listopada 1914., ali se tvrđava svega mjesec dana poslije našla po drugi puta u okruženju. Druga opsada koja je trajala od 5. studenog 1914. do 22. ožujka 1915. bila je uspješna za rusku vojsku. Tvrđava je nakon dugotrajne opsade osvojena zajedno sa 120.000 vojnika, te se Kusmanek, koji je nakon prve opsade promaknut u generala pješaštva, našao u ruskom zarobljeništvu. Tijekom zarobljeništva, u svibnju 1917., promaknut je u čin general pukovnika. Iz ruskog zarobljeništva vratio se nakon potpisivanja Brest-Litovskog mira, ali do kraja rata nije zapovijedao jedinicama na bojištu.

## Poslije rata
Nakon završetka rata Kusmanek je s 1. prosincem 1918. umirovljen. Vlasti Republike Austrije zbog predaje Przemysla optužile su ga za izdaju. Međutim, u postupku pred vojnim sudom, koji je bio tajan i zatvoren za javnost, je oslobođen od svih optužbi. 
Hermann Kusmanek von Burgneustädten preminuo je 7. kolovoza 1934. u 74. godini života u Beču.    

## Vanjske poveznice
(eng.) Hermann Kusmanek na stranici Oocities.org

(rus.) Hermann Kusmanek na stranici Hrono.ru

(češ.) Hermann Kusmanek na stranici Vyslouzilci.cz

(njem.) Hermann Kusmanek na stranici Weltkriege.at

(njem.) Hermann Kusmanek na stranici Deutsche-biographie.de